# Isturgia spartariaria
Isturgia spartariaria là một loài bướm đêm trong họ Geometridae.